# Roberto Sánchez Vilella
Roberto Sánchez Vilella (Mayagüez, 19 de febrer de 1913 - San Juan, 24 de març de 1997) fou un enginyer, professor i polític porto-riqueny, segon Governador de Puerto Rico, des de 1965 fins a 1969. Sánchez Vilella va guanyar les eleccions de 1964 amb el Partit Popular Democràtic, després que Luis Muñoz Marín no va tornar a optar a la reelecció després de les quatre legislatures com a governador. Va participar en la redacció de la Constitució de l'Estat Lliure Associat de Puerto Rico